# Maison Weisz
La Maison Weisz (en hongrois : Weisz-ház) est un édifice situé à Miskolc.